# 吉祥寺オデヲン
吉祥寺オデヲン（きちじょうじオデオン）は、日本の映画館である。東亜興行が1954年（昭和29年）9月、東京都武蔵野市の吉祥寺地区に吉祥寺オデヲン座（きちじょうじオデオンざ）として開館、1978年（昭和53年）10月には、同地を吉祥寺東亜会館（きちじょうじとうあかいかん）に建替えて、同館のほか吉祥寺スカラ座（きちじょうじスカラざ）、吉祥寺セントラル（きちじょうじセントラル）、吉祥寺東宝（きちじょうじとうほう）の各映画館を開館、パチンコ店吉祥寺ゲームセンターを同会館内に開業・経営した。2012年（平成24年）1月21日、同会館内の映画館をすべて現館名に統一、9月1日からは3スクリーンとした。東亜興行の現在経営する唯一の映画館事業場である。
本項では、吉祥寺東亜会館、および同館内ないしは同館以前の同地にかつて存在した映画館についても詳述する。

## 沿革
- 1954年9月 - 吉祥寺オデヲン座を新築・開館[1]
- 1978年10月 - 上記跡地に吉祥寺東亜会館を新築・開業、会館内に吉祥寺松竹オデヲン（地下1階）、吉祥寺スカラ座（3階）、吉祥寺セントラル（5階）、吉祥寺アカデミー（2階）の4館を開館、吉祥寺ゲームセンターを開業[1]
- 1981年前後 - 吉祥寺松竹オデヲンを吉祥寺松竹、吉祥寺アカデミーを吉祥寺アカデミー東宝と改称[10]
- 1990年前後 - 吉祥寺松竹を吉祥寺オデヲン座と改称[11]
- 2012年1月21日 - 同会館内の全4つの映画館を吉祥寺オデヲンと統一して改称[3]
- 2012年8月31日 - 同会館内の地下の映画館を廃止、全3スクリーンとなる[3][13]

## データ
- 所在地 : 東京都武蔵野市吉祥寺南町2丁目3番16号 吉祥寺東亜会館[2][3]
北緯35度42分10.21秒 東経139度34分51.48秒 / 北緯35.7028361度 東経139.5809667度
- 経営 : 東亜興行株式会社[1][2][3]
- 会館構造 : 鉄筋コンクリート、地上5階、地下2階
- 観客定員数 : 
  1. 5階 : 246名（2013年[3]） - かつての吉祥寺セントラル
  2. 3階 : 249名（2013年[3]） - かつての吉祥寺スカラ座
  3. 2階 : 224名（2013年[3]） - かつての吉祥寺東宝

## 概要

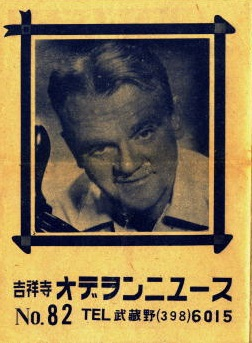
1956年（昭和31年）3月に発行された『吉祥寺オデヲンニュース』第82号の表紙。

### オデヲン・チェーンの時代
1954年（昭和29年）9月、東亜興行が、国鉄（現在のJR東日本）中央線の吉祥寺駅東口（線路南側）至近に、木造の映画館吉祥寺オデヲン座を新築・開館する。1949年（昭和24年）8月に開館した阿佐ヶ谷オデヲン座、中野オデヲン座（1949年開館）、新宿オデヲン座（1951年開館）、荏原オデヲン座（1952年開館）、下北沢オデヲン座（1952年開館）、そして同館と同月に開館した高円寺平和劇場に次ぐ開館であり、同社が形成する外国映画（洋画）の三番館、つまりロードショーを終えた作品をその2週後に上映するチェーンである「オデヲン・チェーン」の一角に位置づけられる。同館では、たとえば1956年（昭和31年）3月26日からの週には、前年1955年（昭和30年）12月23日に日本で公開された『ミスタア・ロバーツ』（監督ジョン・フォード）、同じく前年11月1日に日本で公開された『七年目の浮気』（監督ビリー・ワイルダー） を二本立てで上映している。
同館が開館する前の吉祥寺地区、とくに第二次世界大戦前の同地区に存在した映画館は、1926年（大正15年）前後に、井の頭公園通り（現在の吉祥寺通り）に吉祥寺館として開館した井の頭会館（東京府北多摩郡武蔵野村大字吉祥寺2047番地、現在の東京都武蔵野市吉祥寺本町1丁目8番）のみであった。戦後は、戦前からの井の頭会館、そして吉祥寺オデヲン座のほか、1957年（昭和32年）までに武蔵野映画劇場（1951年開館、のちの吉祥寺ムサシノ→吉祥寺バウスシアター（2014年閉館）、吉祥寺本町1丁目11番23号）、吉祥寺映画劇場（1953年開館）、吉祥寺東映（1956年開館、現在の吉祥寺プラザ、吉祥寺本町1丁目11番19号）、吉祥寺大映（現在の吉祥寺本町1丁目5番）、吉祥寺スバル座（現在の吉祥寺南町1丁目6番）の合計7館が存在した。1959年（昭和34年）までには、吉祥寺東宝（のちの吉祥寺ロマン劇場、現在の吉祥寺本町1丁目23番）、吉祥寺日活（現在の吉祥寺本町1丁目5番）、武蔵野シネマ、吉祥寺名画座（のちのテアトル吉祥寺、吉祥寺ピカデリー、現在の吉祥寺本町1丁目22番）が加わり、増減あって合計では10館になった。

### 複数スクリーンの時代
1978年（昭和53年）、同館を休館、建て壊して改築し、同年10月、同館の跡地に吉祥寺東亜会館を新築・開業、同会館内に吉祥寺松竹オデヲン（地下1階、のちの吉祥寺松竹、吉祥寺オデヲン座）、吉祥寺スカラ座（3階）、吉祥寺セントラル（5階）、吉祥寺アカデミー（2階、のちの吉祥寺東宝）の4館を新たに開館、1階には吉祥寺ゲームセンターを開業、東亜興行が直営した。このころには吉祥寺地区にはほかに、吉祥寺名画座、吉祥寺ムサシノ、吉祥寺東映、吉祥寺東宝の4館があり、合計して8館になった。1981年（昭和56年）前後には、吉祥寺松竹オデヲンを吉祥寺松竹、吉祥寺アカデミーを吉祥寺アカデミー東宝と改称、それぞれ松竹系・東宝系の新作を公開するロードショー館として機能した。このころには吉祥寺名画座がテアトル吉祥寺（のちの吉祥寺ピカデリー）、吉祥寺東宝が吉祥寺ロマン劇場にそれぞれ改称していた。のちに吉祥寺アカデミー東宝は吉祥寺東宝と改称しており、1990年（平成2年）前後には、吉祥寺松竹を吉祥寺オデヲン座と改称、統一前の最終的な同会館内の映画館の名称が出揃った。このころには、同会館のほかの映画館は、吉祥寺ロマン劇場はすでになく（1989年3月31日閉館）、吉祥寺ムサシノは改装して吉祥寺バウスシアターとジャヴ50に分割、テアトル吉祥寺、吉祥寺東映劇場があった。
2012年（平成24年）1月21日、同会館内の全4つの映画館を吉祥寺オデヲンと改称。8月31日には地下1階にあった映画館（旧吉祥寺オデヲン座、観客人員220名）を廃止し全3スクリーンとなり、現在に至る。地下1階の映画館跡には1階同様、パチンコ店「オリエンタルパサージュ吉祥寺」が入居している。同年の時点で同地区では、同館のほかに吉祥寺バウスシアター（3スクリーン）、吉祥寺プラザ（1スクリーン） の合計3サイト・7スクリーンが存在していたが、バウスシアターが2014年（平成26年）6月10日に完全閉鎖されたため、同地区内の映画館は2サイト・4スクリーンに減少している。

## 吉祥寺東亜会館
吉祥寺東亜会館（きちじょうじとうあかいかん）は、日本の総合レジャービルである。1978年（昭和53年）10月、東亜興行が新築・開業した。同館には、現在、同社が経営する映画館「吉祥寺オデヲン」3スクリーン等が入居する。
下記の表は、フロアのおもな変遷である。
| フロア  | 2013年                       | 2011年                       | 1989年           | 1981年               | 1978年               | 備考           |
| ------- | ---------------------------- | ---------------------------- | ---------------- | -------------------- | -------------------- | -------------- |
| 5階     | 吉祥寺オデヲン               | 吉祥寺セントラル             | 吉祥寺セントラル | 吉祥寺セントラル     | 吉祥寺セントラル     |                |
| 4階     | -                            | -                            | -                | -                    | -                    |                |
| 3階     | 吉祥寺オデヲン               | 吉祥寺スカラ座               | 吉祥寺スカラ座   | 吉祥寺スカラ座       | 吉祥寺スカラ座       |                |
| 2階     | 吉祥寺オデヲン               | 吉祥寺東宝                   | 吉祥寺東宝       | 吉祥寺アカデミー東宝 | 吉祥寺アカデミー     |                |
| 1階     | オリエンタルパサージュ吉祥寺 | オリエンタルパサージュ吉祥寺 | -                | -                    | 吉祥寺ゲームセンター | 開館当初は直営 |
| 地下1階 | オリエンタルパサージュ吉祥寺 | 吉祥寺オデヲン座             | 吉祥寺松竹       | 吉祥寺松竹           | 吉祥寺松竹オデヲン   |                |